# جينيفر نيفن
جينيفر نيفن (بالإنجليزية: Jennifer Niven)‏ (14 مايو 1968، تشارلوت في الولايات المتحدة)؛ كاتِبة وروائية أمريكية.

## روابط خارجية
- جينيفر نيفن على موقع IMDb (الإنجليزية)
- جينيفر نيفن على موقع قاعدة بيانات الفيلم (الإنجليزية)